# Рой Стівен Рів
Рой Стівен Рів (англ. Roy Reeve; (нар. 1 серпня 1941) — британський дипломат. Надзвичайний і Повноважний Посол Великої Британії в Києві.

## Біографія
Народився в серпні 1941 року. У 1966 році закінчив Лондонську Школу економіки і політології.
У 1966 році вступив до Британської Дипломатичної Служби. Працював у Посольстві Великої Британії в СРСР (1968—1971 і 1978—1981). У 1975 році як член делегації Великої Британії брав участь у нараді з безпеки та співробітництва в Європі ОБСЄ. Був спостерігачем на конференціях ОБСЄ у Белграді та Мадриді.
Глава управління з політичних питань у Північній Ірландії (1983—1985); Генеральний консул Великої Британії у Йоганнесбурзі (1985—1988); Глава комерційного відділу Управління FCO (1988—1991) і Генеральний консул Великої Британії у Сіднеї (1991—1995).
З 1995 по 1999 рр. — Надзвичайний і Повноважний Посол Великої Британії в Києві (Україна).
З вересня 1999 по липень 2003 рр. — глава офісу ОБСЄ в Єревані (Вірменія).
З 1 серпня 2003 по 2007 рр. — Глава Місії ОБСЄ в Грузії.
З грудня 2007 по червень 2009 — Глава місії ЄС в Косові і згодом Глава місії EULEX в Косові.
З 2007 по 2011 рр. він очолював Групу планування ЄС і як заступник голови Місії ЄС з питань верховенства права в Косові. 
Був головою Британсько-грузинського товариства.